# Ibonia
Ibonia es un poema épico existente en varias versiones a lo largo de la isla de Madagascar desde hace varios siglos. Predata la llegada de la imprenta a la isla en el siglo XIX y se transmitió mayoritariamente de forma oral, como parte de las tradiciones líricas malgaches. La primera transcripción data de la década de 1870 y rápidamente alcanzó un estatus canónico en la literatura africana, siendo reimpreso en numerosas colecciones europeas.

## Argumento
El cuento empieza con la concepción y nacimiento de Ibonia (Iboniamasiboniamanoro, o 'él de clara y cautivadora mirada'), que reclama ser prometido a la chica que Da-Alegría mientras todavía está en el útero de su madre, Bonita-Rica.  Antes de que puedan casarse, Da-Alegría es secuestrada por el hombre "Problemas-de-piedra". Para recuperarla, Ibonia tiene un duelo verbal con Gran Eco, al que vence. Gracias a ello Gran Eco le ofrece consejo, haciéndole pasar por una serie de pruebas. Ibonia visita sus padres antes de empezar su gesta y su madre le anima a probar su valía. Pese a ello, luego le intenta disuadir presentándole otras mujeres, a las que Ibonia rechaza. 
Ibonia muestra su ingenio y valor y supera los retos, incluyendo hacerse pasar por Hombre Viejo para acercarse al Hombre de Piedra y Da-Alegía. Pese a ello, su talento para tocar la valiha (una cítara de tubo de bambú) y jugar el fanorona (un juego tradicional con piedras en un tablero) le delatan.  Ibonia gana su enfrentamiento final y escapa con Da-Alegría.  Los dos se casan en un matrimonio que dura diez años hasta que Ibonia muere por causas naturales.

## Variantes
Constan tres versiones similares de la historia, según fue recogida por folcloristas en la década de 1870. Posteriormente el número de variantes fue ampliado a seis versiones distintas, aumentando la variabilidad con la distancia desde las Tierras Altas centrales de la isla. Entre los Tanala y Antakarana, por ejemplo, cambian partes importantes de la historia como el destino del hombre de piedra o el personaje de Da-Alegría.